# Percy Courtman
Percy Courtman (Chorlton-cum-Hardy, 14 maggio 1888 – Neuville-Bourjonval, 2 giugno 1917) è stato un nuotatore britannico.
È deceduto durante la prima guerra mondiale in Francia.

## Palmarès

### Olimpiadi
- Bronzo a Stoccolma 1912 nei 400 metri rana.